# Cantonul La Possession
Cantonul La Possession este un canton din arondismentul Saint-Paul, Réunion, Franța.